# ブティックス
ブティックス株式会社は、東京都港区に本社を置き、主に介護関連業界を対象とした展示会事業、M&A仲介事業及び人材採用支援事業を展開する日本の企業。

## 概要
創業者かつ現代表取締役社長である新村祐三が、介護用品の販売を中心としたインターネット通販事業を展開する企業として2006年11月17日に設立。
2011年7月に現在の社名に変更。
創業時から2013年3月期までは、介護用品等の商材を一般消費者向けに販売するインターネット通販の専業事業者であった。現在の主要事業は展示会事業、M&A仲介事業、人材採用支援事業であり、業界に特化したBtoBマッチング・プラットフォームを展開。 
2018年4月3日に東証マザーズ（現 グロース）に上場。 
2023年に株式会社リアライブの株式を取得し、人材採用支援事業に進出。 

## 事業内容

### 展示会事業
介護分野
介護事業者と各種サプライヤーとを一堂に集めて商談を促進する介護業界最大級のBtoB商談型展示会を開催。ビジネスにつながる展示会とするため、決裁権限者の来場促進や、出展ブースへの来場予約（アポイント）取得代行、ＶＩＰ交流パーティなど、様々な企画でマッチングを図っている。
- 「CareTEX」介護事業者と介護用品・高齢者施設向け設備・備品等を取り扱う企業が一堂に会するBtoB商談型展示会。  2015年3月以降、東京、大阪、福岡、名古屋、仙台等全国主要都市にて開催。 [11]
- 「CareTEX One」通常の商談型展示会と異なり、商品ジャンルを「介護食」等の単一ジャンルに特化し、集客エリアを都道府県レベルまで絞り込んだ商品ジャンル特化型展示商談会。 2017年10月以降、横浜、大宮、広島等主要都市にて開催。 [11]
- 「CareTEX365オンライン」[12]・「からだケアEXPO365オンライン」[13]介護・健康施術事業者と介護・健康施術関連サプライヤーに、効率的かつ安全に配慮した新たな商談・マッチング機会を提供する商談型オンライン展示会。

ＩＴ分野
ハイブリッド展示会「DXPO（読み：ディーエクスポ）」とは、オンライン展の開設期間中（365日24時間）に並行してリアル展を年複数回開催し、リアル展の会期前１ヵ月及び会期後２ヵ月は、オンライン展でも集中的にマッチングすることで、
「見込客獲得の量」と「商談の質」を高めつつ、 かつ年間を通じて継続的なマッチングの機会を提供する新サービス。
- 「バックオフィスDXPO」[15]
- 「フロントオフィスDXPO」[16]

### M&A仲介事業
M&Aによる事業承継ニーズを有する介護事業者に対し、M&A仲介サービスを提供。小規模案件が多い業界の事情を踏まえ、売手の最低手数料を100万円とした業界最安水準の価格体系が特徴。 13,000社以上の買収・譲受検討企業に対し、事業形態・エリア・規模等の希望条件の合致する売却希望案件を紹介。 
累計成約件数は1,682件（2025年3月末現在）。
- 「介護M&A支援センター」　介護施設・介護事業者に特化したM&A仲介サービス [17]
- 「医療M&A支援センター」　医療施設に特化した医療専門のM&A仲介サービス [18]
- 「障害福祉M&A支援センター」　障害福祉事業者に特化したM&A仲介サービス [19]
- 「保育M&A支援センター」　保育事業に特化したM&A仲介サービス [20]
- 「建設M&A支援センター」　建設事業に特化したM&A仲介サービス [21]
- 「調剤M&A支援センター」　調剤事業に特化したM&A仲介サービス [22]
- 「IT M&A支援センター」　IT事業に特化したM&A仲介サービス [23]

### 人材採用支援事業
就活生向けの小規模マッチングイベントの開催及び新卒・中途人材紹介サービスの提供を行う。小規模マッチングイベント「ジョブトラ」は、ビジネスゲームを通して従来の合同説明会や個別面談などではなかなか見抜けなかった就活生の能力・適性を知ることにより就活生と求人企業双方のマッチング精度を大きく上げられるのが特徴。
- 「ジョブトラ」　早期開催数（大学3年生を対象としたイベント開催数）では業界No.1の就活イベントを開催 [24]
- 「ジョブトラアカデミー」　就活準備・選考対策が学べるコンテンツを掲載した就活情報サイト [25]
- 「ジョブトラエージェント」　ITエンジニアに特化した就活サービス [26]

## 沿革
- 2006年11月 - 東京都大田区にケアシティ・ホールディングス株式会社（現ブティックス株式会社）を設立。  [11]
- 2007年2月 - 介護用品のレンタル・販売事業を行うケアシティ株式会社を100％子会社化。インターネット通販事業を行うため、100％出資により東京都品川区にケアセレクト株式会社を設立。  [11]
- 2007年6月 - ケアセレクト株式会社が介護用品のインターネット通販事業を開始。  [11]
- 2009年2月 - ケアセレクト株式会社の社名をブティックス株式会社（旧ブティックス株式会社）に変更。 [11]
- 2010年3月 - 現ブティックス株式会社および旧ブティックス株式会社の本社を東京都品川区西五反田に移転。  [11]
- 2011年7月 - 旧ブティックス株式会社と合併。社名をブティックス株式会社に変更。  [11]
- 2015年3月 - 商談型展示会事業を開始。 [4]東京で「CareTEX」（介護用品・介護施設産業展）の定期開催を開始。  [11]
- 2015年4月 - M&A仲介事業を開始。 [4] 介護施設・介護事業者向けのＭ＆Ａ仲介サービス（「介護Ｍ＆Ａ支援センター」）を開始。  [11]
- 2016年7月 - 資本金を1億254万円（資本準備金含む）に増資。 [27]
- 2016年12月 - 大阪で「CareTEX関西」の定期開催を開始。  [11]
- 2017年3月 - 資本金を1億1,542万円（資本準備金含む）に増資。 [27]
- 2017年5月 - 医療施設に特化したＭ＆Ａ仲介サービス（「医療Ｍ＆Ａ支援センター」）を開始。 [11]
- 2017年10月 - 商品ジャンル特化型展示商談会「CareTEX One」を横浜にて開催。  [11]
- 2018年3月 - 東京ケアウィーク（「CareTEX」、「健康長寿産業展」、「次世代介護テクノロジー展」、「超高齢社会のまちづくり展」の４展示会で構成）の定期開催を開始。  [11]
- 2018年4月 - 東京証券取引所マザーズ市場に株式を上場。 [7]
- 2018年7月 - 福岡で「CareTEX福岡」の定期開催を開始。  [11]
- 2018年8月 - 名古屋で「CareTEX One」を開催。  [11]
- 2018年11月 - 中国杭州市に合弁会社「杭州方布健康科技有限公司」を設立。  [11]
- 2018年12月 - 配食・介護食のマッチング・サービスである「CareTEX365」を開始。 [11]
- 2019年4月 - 東京都港区に本社移転。 [28]
- 2019年5月 - 大宮で「CareTEX One」を開催。  [11]
- 2019年8月 - 名古屋で「CareTEX名古屋」の定期開催を開始。  [11]
- 2019年9月 - 仙台で「CareTEX One」を開催。  [11]
- 2019年12月 - 広島で「CareTEX One」を開催。  [11]
- 2020年2月 - 東京で「在宅医療総合展」、「健康施術産業展（からだケアEXPO）」の定期開催を開始。 [4]
- 2020年3月 - インターネット通販事業を譲渡 。 [29]
- 2020年7月 - 介護業界初の商談型オンライン展示会「CareTEX365オンライン」を開始 。  [14]
- 2020年8月 - 中国における合弁事業解消。 [30]
- 2020年9月 - 仙台で「CareTEX仙台」の定期開催を開始。 [31] [32]
- 2020年12月 - 障害福祉事業者に特化したＭ＆Ａ仲介サービス（「障害福祉Ｍ＆Ａ支援センター」）を開始。[19]
- 2021年3月 - 健康施術業界初の商談型オンライン展示会「からだケアEXPO365オンライン」を開始。[33]
- 2021年9月 - Ｍ＆Ａ支援機関登録制度に登録。[34]
- 2022年8月 - 東京で「バックオフィスDXPO」「フロントオフィスDXPO」の定期開催を開始。[15][16]
- 2023年2月 - 人材事業への参入を目的として、株式会社リアライブの株式取得のための株式譲渡契約を締結。[9]
- 2023年3月 - 大阪で「バックオフィスDXPO」「フロントオフィスDXPO」の定期開催を開始。[15][16]
- 2023年4月 - 株式会社リアライブの株式取得が完了。[35]
- 2023年10月 - 福岡で「バックオフィスDXPO」、「営業・マーケDXPO」、「店舗・EC DXPO」の定期開催を開始。[36]

## 事務所
- 本社 - 東京都港区三田1-4-28 三田国際ビル11階
- 大阪事務所（M&A仲介事業） - 大阪府大阪市北区芝田1-1-4　阪急ターミナルビル16階　1626号室